# Hyderabad, Pakistan
Hyderabad är huvudort för ett distrikt med samma namn i den pakistanska provinsen Sindh. Folkmängden uppgick till cirka 1,7 miljoner invånare vid folkräkningen 2017, inklusive Hyderabad Cantonment (som står under militär administration) och förorten Qasimabad.